# Іван Чургович
Іван Чургович (*26 січня 1791 — † 1862) - відомий педагог, організатор шкільної освіти й підготовки педагогів для народних шкіл, канонік, управляв Мукачівською греко-католицькою єпархією як капітульний вікарій з липня 1831 р. до висвячення на єпископа в 1837(8) р. Василя Поповича

## Біографія
Іван Чургович, народився 26 січня 1791 р. в селі Новоселиця /Торіски (по-словенськи Torysky)/ Перечинського району, у сім'ї греко-католицького священика Івана Чурговича. Закінчив Ужгородську гімназію. Продовжив навчання в Будапешті, а згодом в ужгородській богословській семінарії. У 1817 р. прийняв духовний сан і одночасно почав викладати в Ужгородській гімназії. По двох роках подався на науку до Відня у Фрінтанеум. Тут у 1823 р. отримує ступінь доктора богослов'я. В 1825 р. його призначають директором Ужгородської гімназії яку очолював до 1856 р..
Після смерті єпископа Олексія Повчія 1831 року, канонік Іван Чургович управляв Мукачівською греко-католицькою єпархією як капітульний вікарій до висвячення на єпископа в 1838 р. Василя Поповича. В той період він був ініціатором створення кафедрального хору в Ужгороді. Єп. Попович звільнив Чурговича з посади капітульного вікарія і назначив директором Ужгородської учительської семінарії, яким він пробув з 1839 по 1861 рр.
Перебуваючи на посадах директора Ужгородських гімназії та учительської семінарії, залучав до викладацької роботи в ці навчальні заклади кваліфікованих учителів насамперед з місцевої, національно свідомої інтелігенції, аби виховувати учнів, особливо майбутніх учителів, справжніми патріотами свого народу, духовно зрілими і добре підготовленими до практичного життя. З цією метою сам написав кілька праць з теорії та практики освіти, навчання та виховання. Постійно дбав про створення, будівництво в селах краю нових шкіл, забезпечення їх педагогічними кадрами.
Іван Чургович був одним із плеяди найбільш освічених свого часу, володів дев'ятьма європейськими мовами. Залишив після себе бібліотеку, яка свідчить про наявність в нього ерудиції і про його філософську освіченість. Був він людиною, яка стояла високо над рівнем свого оточення і на рівні європейської цивілізації, але при цьому він щирий патріот і свідомий муж своєї доби.
Під керівництвом Чурговича були прийняті нові моральний та дисциплінарний статути семінарії. Він планував випускати «Руську народну газету», заснувати кириличну друкарню, проте не встиг.